# Comesperma sylvestre
Comesperma sylvestre là một loài thực vật có hoa trong họ Polygalaceae. Loài này được Lindl. mô tả khoa học đầu tiên năm 1848.